# Pyrisitia
Pyrisitia is een geslacht in de orde van de Lepidoptera (vlinders) familie van de Pieridae (Witjes).
Pyrisitia werd in 1870 beschreven door Butler.

## Soorten
Pyrisitia omvat de volgende soorten:
- Pyrisitia chamberlaini - (Butler, 1898)
- Pyrisitia dina - (Poey, 1832)
- Pyrisitia euterpiformis - (Munroe, 1947)
- Pyrisitia leuce - (Boisduval, 1836)
- Pyrisitia lisa - (Boisduval & Le Conte, 1830)
- Pyrisitia messalina - (Fabricius, 1787)
- Pyrisitia nise - (Cramer, 1775)
- Pyrisitia portoricensis - (Dewitz, 1877)
- Pyrisitia proterpia - (Fabricius, 1775)
- Pyrisitia pyro - (Godart, 1819)
- Pyrisitia venusta - (Boisduval, 1836)